# 210
210 (CCX) var ett normalår som började en måndag i den julianska kalendern.

## Händelser

### Okänt datum
- Caracalla blir konsul i Rom.
- Efter att ha lidit stora förluster vid invasionen av Kaledonien 208 sluter romarna fred med kaledonierna.

## Födda
- Publius Herennius Dexippus, grekisk historiker
- Mani, grundare av manikeismen (född omkring detta år)

## Avlidna
- Sauromates II, kung av Bosporen
- Monoimus, arabisk gnostiker (död omkring detta år)
- Zhou Yu, kinesisk strateg